# 北海道道232号今金北檜山線
北海道道232号今金北檜山線（ほっかいどうどう232ごう いまかねきたひやません）は、北海道瀬棚郡今金町と久遠郡せたな町を結ぶ一般道道（北海道道）である。

## 概要

### 路線データ
- 起点：北海道瀬棚郡今金町字種川（国道230号交点）
- 終点：北海道久遠郡せたな町北檜山区愛知（国道229号交点）
- 総延長：16.569 km
- 実延長：16.543 km
- 重用延長：0.026 km

## 歴史
- 1957年（昭和32年）3月30日 - 232号として路線認定[1]。
- 1994年（平成6年）10月1日 - 路線番号を232号に変更[2]。

## 路線状況

### 重複区間
- 北海道道263号八雲今金線：今金町字田代 - 今金町字八束

### 道路施設

#### 主な橋梁
- 稲穂橋（207m、後志利別川、今金町）
- 八鈴橋（60m、オチャラッペ川、今金町）
- 鈴金橋（48m、パンケオイチャヌンペ川、今金町）

## 地理
国道230号は後志利別川右岸を走るのに対し、本路線は左岸を走る。

### 通過する自治体
- 檜山振興局
  - 瀬棚郡今金町
  - 久遠郡せたな町

### 交差する道路
今金町
- 国道230号 - 字種川（起点）
- 北海道道263号八雲今金線 - 字田代、字八束（重複）
- 北海道道793号旭台今金線 - 字田代
- 北海道道810号金原今金線 - 字鈴金

せたな町
- 国道229号 - 北檜山区愛知（終点）